# دانشگاه کنتاکی

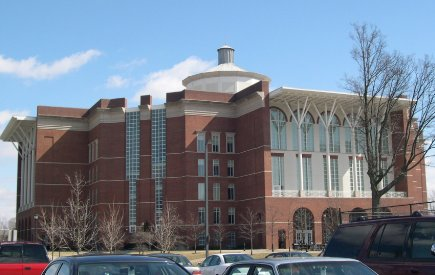
ساختمان «میلر»

دانشگاه کنتاکی (به انگلیسی: University of Kentucky) یک دانشگاه تحقیقاتی دولتی در لکسینگتون واقع در ایالت کنتاکی آمریکا است که در سال ۱۸۶۵ میلادی بنیان‌نهاده شده‌است.

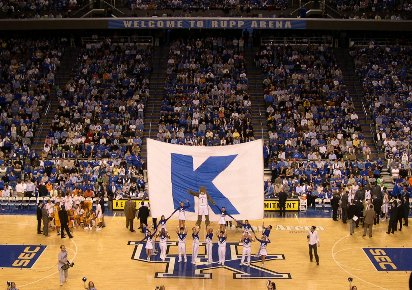
دانشگاه کنتاکی در مسابقات ورزشی یک دانشگاه پرآوازه است.

## نگارخانه

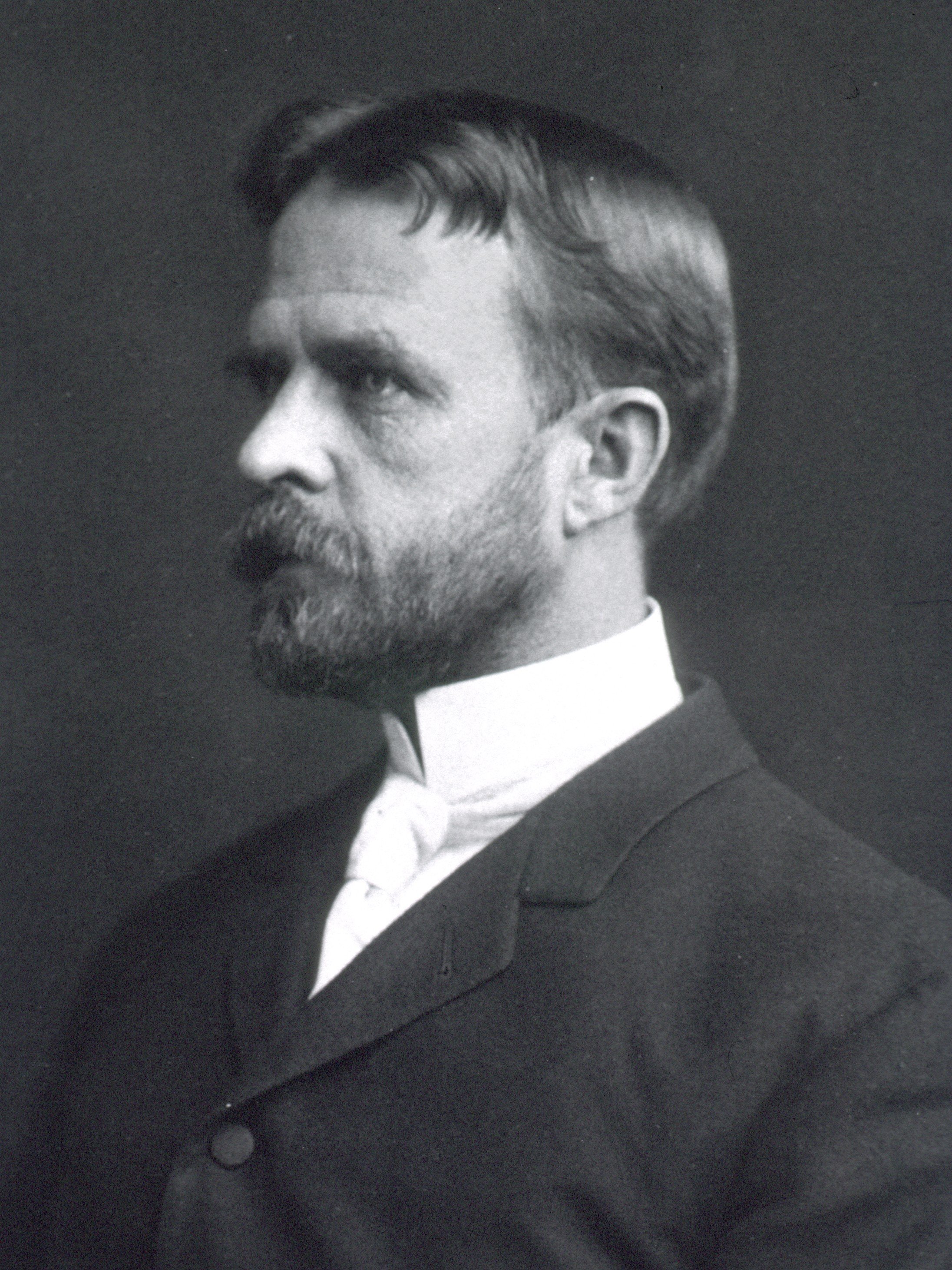
توماس هانت مورگان، دریافت‌کننده جایزه نوبل، و پدر شیمی نوین در ژنتیک
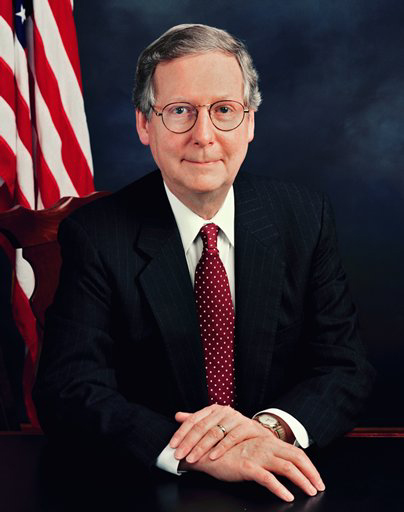
میچ مکانل، مجلس سنای ایالات متحده آمریکا، رهبران حزبی سنای ایالات متحده آمریکا
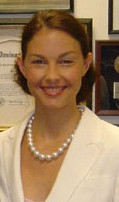
اشلی جاد، هنرپیشه زن